# St. Johanns-Park
Der St. Johanns-Park ist eine ca. 24'000 Quadratmeter grosse Park-, Spiel- und Freizeitanlage in Basel im Stadtteil St. Johann.

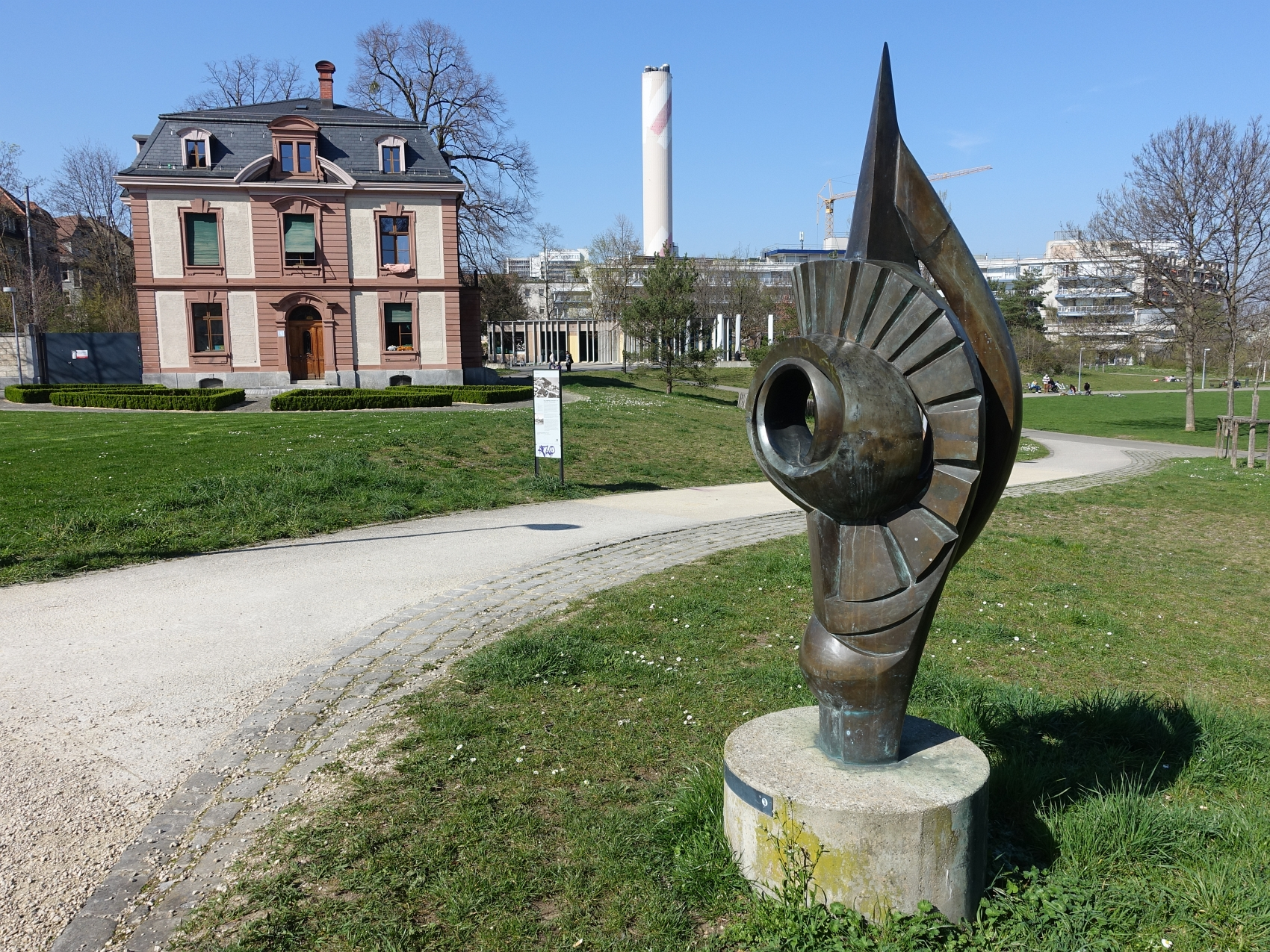
St. Johanns-Park, Skulptur Regio 1992 von Ernst Friedli

Bis 1806 gehörte das Grundstück dem Orden der Johanniter. Zwischen 1845 und 1868 diente das Gelände des heutigen St. Johanns-Parks als Friedhof des Basler Bürgerspitals. 1870 wurde auf dem angrenzenden Grundstück das städtische Schlachthaus gebaut. Dieses bestand bis 1970.
1886 übergab das Baudepartement Basel-Stadt das Areal der Stadtgärtnerei, 1888 wurde das erste Treibhaus in Basel eröffnet.
Als die Stadtgärtnerei in die Brüglinger Ebene zog, erhielt die «Interessengemeinschaft Alte Stadtgärtnerei» (IGAS) das Areal bis 1985 zur Zwischennutzung. Später wurde daraus eine illegale Besetzung, die am 21. Juli 1988 durch eine polizeiliche Räumung ihr Ende fand.
1988 wurden auf dem Areal über 1000 Gräber freigelegt und 1992 der St. Johanns-Park eröffnet. 2012 kam es zu einer Teilumgestaltung mit neuem Spielplatz und Parkcafé.

## Literatur

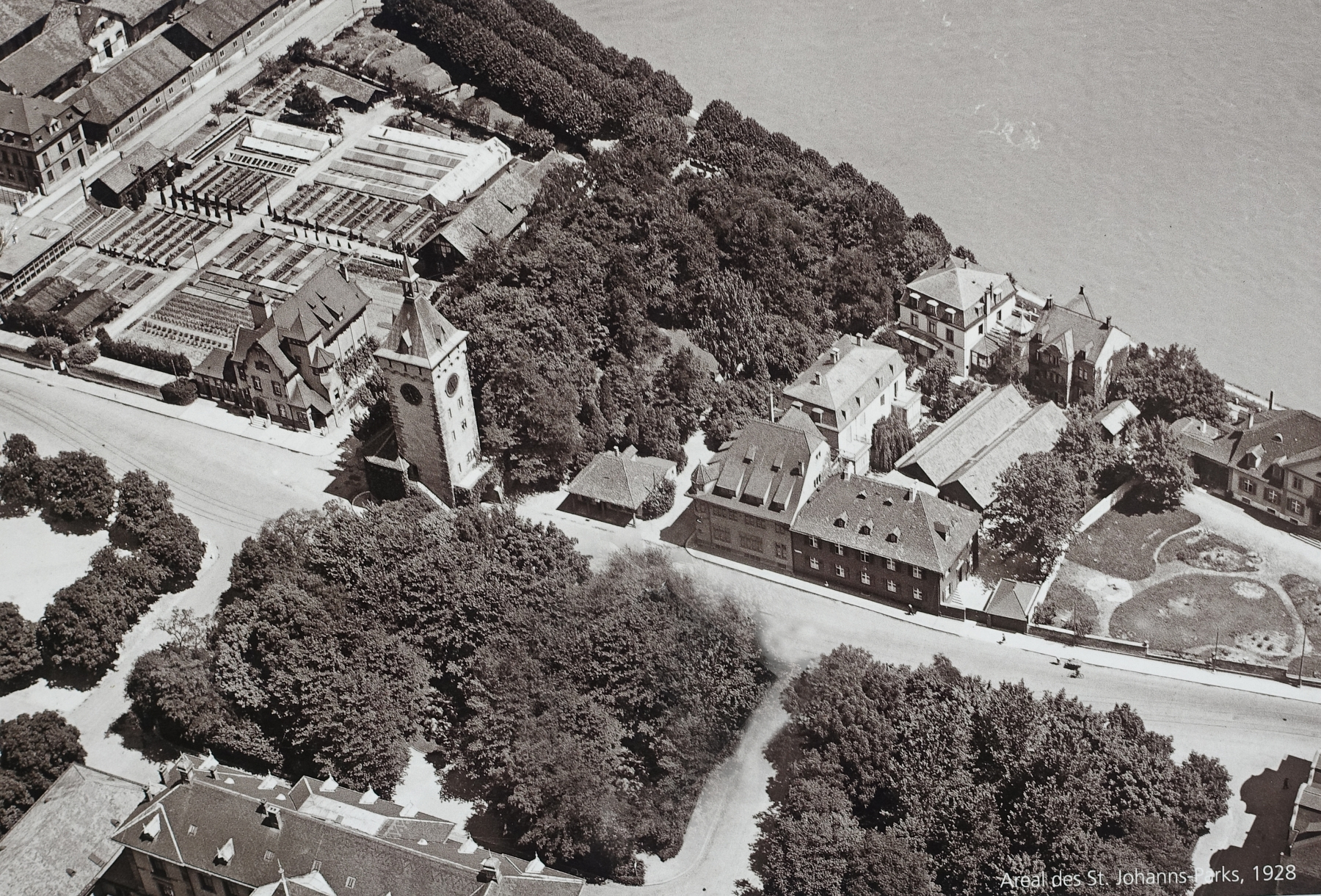
Areal des heutigen St. Johanns-Parks, 1928
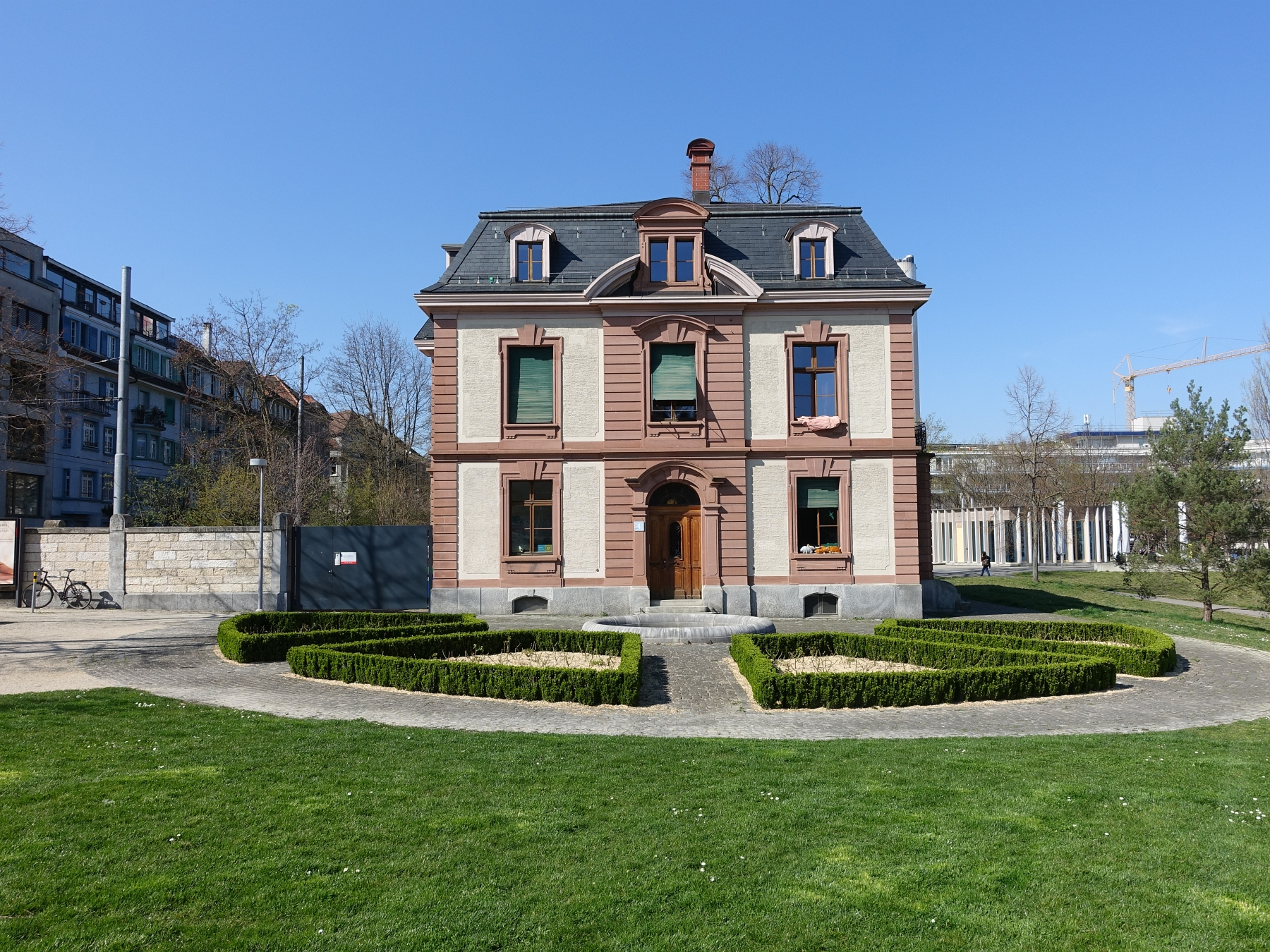
Villa des ehemaligen Schlachthofveterinärs
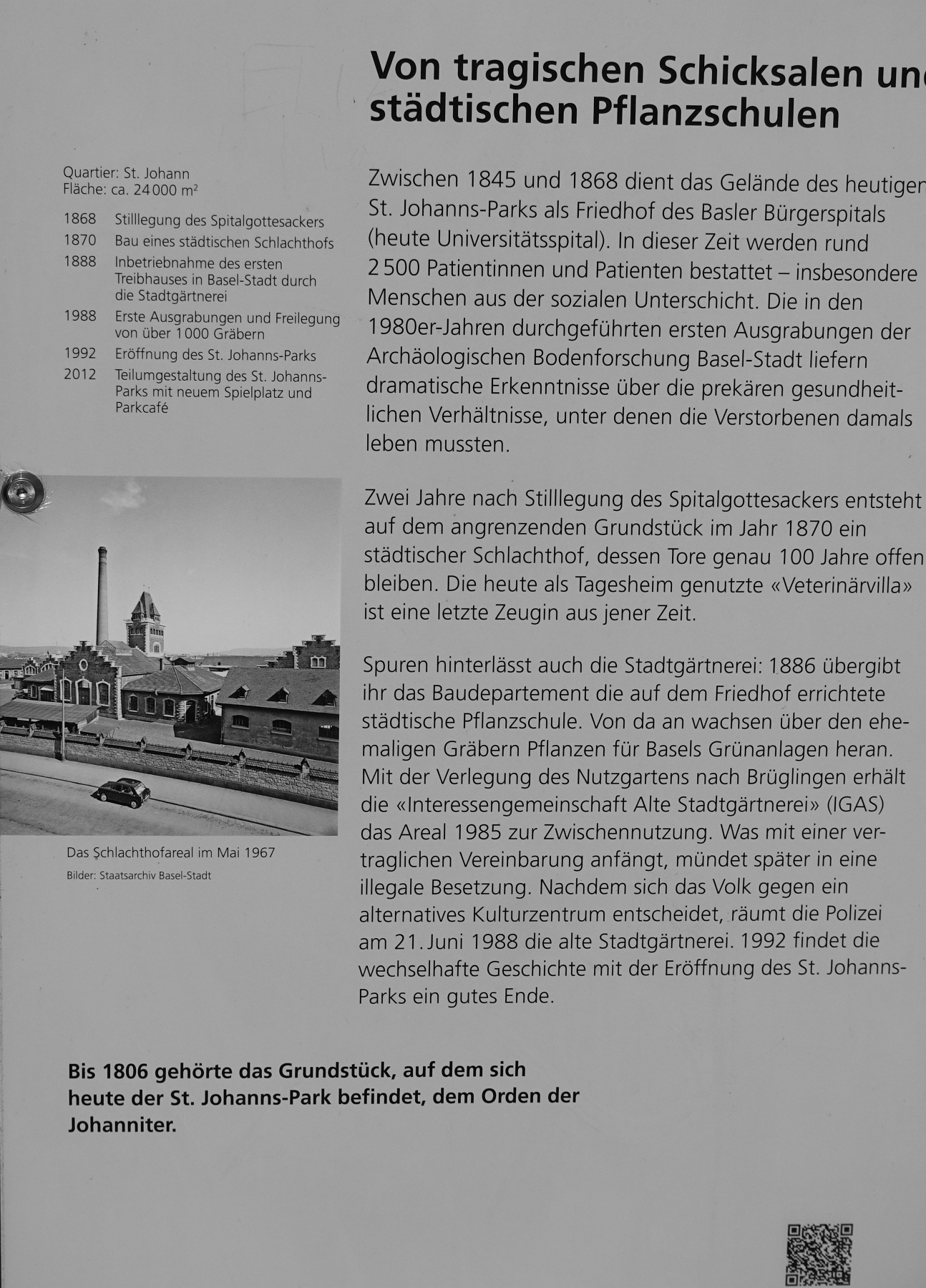
Informationstafel